# Douglas Wakiihuri
Douglas Wakiihuri (Mombasa, Kenia, 26 de septiembre de 1963) es un atleta keniano, especializado en la prueba de maratón en la que llegó a ser campeón mundial en 1987.

## Carrera deportiva
En el Mundial de Roma 1987 ganó la medalla de oro en la maratón, corriendo los 42,195 km en un tiempo de 2:11.48 segundos, llegando a la meta por delante de Hussein Ahmed Salah de Djibuti y del italiano Gelindo Bordin.